# Rude boy
El terme rude-boy, que en català significa "noi groller", s'utilitza per a denominar els membres del moviment juvenil originat a Jamaica als anys 60. També se solen utilitzar termes com: rudie, rudi i rudy.

## Origen
El Rude Boy neix a l'illa de Jamaica, on els joves tractaven de buscar-se la vida com podien, sense trigar gaire a afegir-se a la creixent deliqüencia emergent i comencen a imitar la violència de les pel·lícules de "gansters" i "westerns" nord-americanes. L'actitud dels protagonistes d'aquestes pel·lícules comença a ser per a molts d'aquests nois un model a seguir (en el sentit que en aquestes pel·lícules de gansters, l'estil de vida era diferent al que se'ls presentava en la vida quotidiana).
Paral·lelament cal tenir en compte l'actualitat musical del moment. Jamaica importava discos de R&B dels Estats Units, i aquests els punxaven a petites discoteques ambulants. Els joves jamaicans, en el seu afany per imitar la música que els arriba del nord, comencen a crear els seus propis discos de R&B, sense oblidar les arrels musicals caribenyes, com el calypso o el mento. Totes aquestes circumstàncies, donaren lloc a la creació del primer estil musical propi de l'illa, l'Ska.
Els rude boys trobaren en l'Ska una forma d'evasió: tenia ritme i era ballable. Els grups i solistes, no trigaren a veure el filó del tema rude boy, i aviat aparegueren cançons parlant de les festes, gairebé sempre violentes, d'aquests joves. L'ska en aquells temps era la música de moda i els mateixos rudies van adoptar aquest estil de música com a propi, sent el tema principal de les cançons que surten entre 1964 i 1967. Aviat neix el rocksteady, i és en aquest mateix estil on el rude boy té molt més protagonisme.
Després de la independència de Jamaica molts d'aquests Rudies emigren a Gran Bretanya. Allí els rudies es van trobar amb els joves mods, amb els quals intercanviaven els gustos musicals, ja que aquests eren uns grans apassionats de la música negra provinent de l'illa caribenya.

## Indumentària i actitud
El nom de "rude boy" va sorgir a causa del fet que la majoria d'aquests joves jamaicans procedien de guetos i pertanyien a la classe més pobra del país o eren convictes. La seva vestimenta tradicional era la típica dels obrers de l'època: pantalons de vestir doblegats fins als turmells, ja que en aquells temps eren molt cars i els protegien d'aquesta forma mentre ballaven el seu tradicional skankin (ball tradicional del ska), tirants sobre la camisa, ja que encara no era gaire popular l'ús del cinturó i, com a complement, un barret d'ala curta anomenat pork pie. La manera que els rude boys ballaven ska era diferent a la dels altres joves, aquests ho feien més a poc a poc i d'una manera més imponent. A més a més, la seva manera de vestir era bastant cridanera i tenia un aspecte agressiu.
L'ska va ser reemplaçat en popularitat pel rocksteady i aquest després pel reggae. Cal destacar que la música característica del rudy és el rocksteady, que va sorgir com una evolució de l'ska tradicional. Molts dels joves que arribaven a Kingston a la recerca de fama i diners només topaven amb una vida de crims i de violència quan els diners se'ls acabaven. Una pel·lícula que reflecteix aquesta circumstància és el film de Perry Hanzel "The Harder They Come", protagonitzat per Jimmy Cliff. També podem veure rudeboys en Quadrophenia, i This is England. Fins i tot The Clash, va llançar al mercat una pel·lícula documental amb aquest nom: Rude boy.

## Jamaica
Els rude boys es van convertir en el centre d'atenció, l'opinió pública estava rotundament en contra d'ells i en contra de les armes. Es va passar una llei segons la qual qualsevol persona amb possessió d'armes o municions seria detinguda per un temps indefinit. Això, naturalment, va influir en l'ska. Els artistes i productors d'aquest temps donaven suport a les accions dels rude boys. Cançons com "Lawless street" dels Soul Brothers i "Gunmen coming to town" del grup The Heptones reflectien la influència d'aquest moviment anti-armes. Clement Dodd donà suport, en aquest moment especialment, a una banda de joves que s'autoproclamaven rude boys- els Wailers (Bob Marley, Peter Tosh i Bunny Wailer). L'ska i els rude boys van ser el tema d'importància fins al calent estiu del 62 en el qual l'ska és reemplaçat pel Rocksteady.
El Rocksteady va començar com l'evolució lògica de'Ska. Corria l'estiu del '66, un dels més calorosos a l'illa. Musicalment el Rocksteady es diferencia del seu antecessor perquè hi predominen els conjunts vocals i l'absència de les seccions de vents omnipresents a l'Ska.
Dintre dels artistes de Rocksteady podríem destacar a Desmond Dekker, Alton Ellis, Slim Smith, Dandy Livingston, Jimmy Cliff. Entre els conjunts vocals es destacaven The Paragons, The Ethiopians, The Jamaicans (els integrants dels quals eren Rude Boys), The Heptones, The Melodians, The Coolies, entre d'altres.